# Hvad øjne kan se
Hvad øjne kan se er en dansk børnefilm fra 2016 instrueret af Louise Holmegaard Kottal.

## Handling
Karl-Emil sidder alene nytårsaften, og hans største ønske er at få en ven. En dag møder han en pige på en bænk ved en sø, og sammen går de på café.

## Medvirkende
- Jonas Kyed, Karl-Emil
- Asta Bech Zachariassen, Pige
- Rune Baier, Tjener